# Diez Mil Islas
Las Diez Mil Islas (del inglés: Ten Thousand Islands) son una cadena de islas e islotes manglares localizada frente a las costas del suroeste de la Florida, entre el cabo Romano, en el extremo sur de la isla Marco, y la desembocadura del río de Lostman. Algunas de las islas de la cadena son los puntos altos de una línea de costa sumergida. Otras fueron producidas por el crecimiento de los manglares en una barra de ostras. A pesar del nombre, el número de islotes tan solo es de unos cientos.

## Geografía
La parte norte de las Diez Mil Islas, entre el cabo Romano y la ciudad de Everglades, está dentro del Refugio Nacional de Vida Silvestre de Diez Mil Islas (Ten Thousand Island National Wildlife Refuge). La parte sur de las Diez Mil Islas, al sur de la ciudad de Everglades, en el Parque nacional de los Everglades. El canal Wilderness Waterway, de 99 millas de largo, comienza en Everglades City y termina en Flamingo, en el extremo sur de la península de Florida. El control administrativo de las islas se divide entre el condado de Collier y el condado de Monroe. 
Casi la totalidad de las Diez Mil Islas están deshabitadas. La más grande, la isla Chokoloskee, que se conecta a la ciudad de Everglades por una calzada, tiene cerca de 400 residentes permanentes. Otras islas han estado habitadas de forma esporádica en los siglos XIX y XX por individuos o familias.
Algunas de las Diez Mil Islas son adecuadas para visitas nocturnas y acampadas según lo establecido por el Servicio de Pesca y Vida Silvestre de los Estados Unidos. Dado que esta es un área silvestre donde el viento, el clima y la falta de agua dulce puede convertirse en una amenaza, el Servicio de Pesca y Vida Silvestre recomienda que intenten el viaje sólo piragüistas experimentados y kayakistas de mar. Muchos son los que se aventuran a la travesía marítima de varios días para la cual es necesario un permiso especial. El extremo sur se ha convertido en un excelente destino para la práctica del snorkel y vacaciones de deportes acuáticos.

## Historia
El parque natural es llamado Ten Thousand Islands National Wildlife Refuge y tiene un área de 35.000 acres de terrenos cenagosos en parte y marítimos en su mayoría, entre los confines del suroeste peninsular y el mar Caribe. Este refugio nacional fue establecido en 1996 aprovechando el tratado de intercambio de tierras entre Florida y Arizona, por el cual grandes compañías del condado de Collier permutaban sus posesiones con el departamento del interior por suelo federal en el centro de la ciudad de Phoenix. Todo esto fue posible en gran medida gracias al entonces gobernador Lawton Chiles, quien ya había propiciado la creación de la cercana Big Cypress National Preserve. Históricamente, las Diez Mil Islas han sido utilizadas y ocupadas por los nativos americanos desde hace miles de años. Hay evidencias de antiguos emplazamientos habitados ahora sumergidos hasta a cuatro pies de profundidad. El sitio arqueológico de la isla de Horr (Horr's Island archaeological site), en el extremo norte de las Diez Mil Islas, estuvo ocupado durante todo el año hace unos 3.500 años y se presume que otros sitios también lo estuvieran, que ahora también estarían sumergidos por un aumento en el nivel del mar. La cultura material de los indios que vivieron en las Diez Mil Islas era lo suficientemente diferenciada para ser clasificada como al menos una sub-área de la cultura Glades.